# Morganville, Kansas
Morganville là một thành phố thuộc quận Clay, tiểu bang Kansas, Hoa Kỳ. Năm 2010, dân số của xã này là 192 người.

## Dân số
Dân số các năm:
- Năm 2000: 198 người
- Năm 2010: 192 người